# Kaharoa
Kaharoa  est une zone rurale de l’Île du Nord de la Nouvelle-Zélande

## Situation
Elle est localisée à approximativement 20 km de la cité de Rotorua et à 45 km à partir de la cité de Tauranga dans le nord de l’Île du Nord. 
C’est le plus haut point du secteur, à approximativement 500 m au dessus du niveau de la mer, avec certaines zones capables de porter la vue en direction de la ligne de côte de l’est de la baie de l'Abondance.

## Toponymie
Le Ministère de la Culture et du Patrimoine de la Nouvelle-Zélande donne la traduction «large net» (grand filet) pour Kaharoa. 

## Économie
Dans la zone principale, elle est utilisée pour l’agriculture, autrefois pour des cultures sèches de céréales mais est de plus en plus transformée en prairies pour l’élevage laitier. 
Certaines zones ont été utilisées pour des petits blocs de forêts et il existe encore des secteurs de bush natif, qui sont préservés pour maintenir et servir de support pour le Glaucope de Wilson ou Callaeas wilsoni :North Island kōkako, un oiseau natif.
Un subdivision croissante des terres a pris place récemment avec de nombreuses anciennes fermes utilisées comme maison de campagne (en).

## Démographie
La zone statistique de Tui Ridge, qui comporte 221 kilomètres carrés donc en fait bien plus large que la localité elle-même, avait une population de 1,617 résidents lors du recensement de 2018 en Nouvelle-Zélande, en augmentation de 96 personnes (6.3%) lors du recensement de 2013 et une augmentation de 162 personnes (soit 11.1%) depuis le recensement de 2006. 
Il y avait 585 logements. 
On comptait 813 hommes et 804 femmes donnant un sexe ratio de 1.01 homme pour une femme. 
L’âge médian était de 43,1 ans (comparé avec les 37,4 ans au niveau national), avec 306 personnes (soit 18.9%) âgées de moins de 15 ans, 273 personnes (soit 16.9%) âgées de 15 à 29 ans, 828 personnes (soit 51.2%) âgées de 30 à 64 ans, et 213 personnes (soit 13.2%) âgées de 65 ans ou plus.
L’ethnicité était pour 88.9% européens/Pākehā, 16.7% Māori, 0.9% personnes du Pacifique, 2.8% asiatiques et 1.9% d’autres ethnies (le total peut faire plus de 100% dès lors qu’une personne peut s’identifier à de multiples ethnies).
La proportion de personnes nées outre-mer était de 14.5%, comparée avec les 27.1%  au niveau national.
Bien que certaines personnes objectent à donner leur religion, 59.9% n’avaient aucune religion, 29.3%  étaient chrétiens, 0.2% étaient bouddhistes et 2.4% avaient une autre religion.
Parmi ceux d’au moins 15 ans d’âge, 270 personnes (soit 20.6%) avaient un niveau de bachelier ou un degré supérieur, et 207 personnes (soit 15.8%) n’avaient aucune qualification formelle. 
Le revenu médian était de 39,800 $, comparé avec les 31,800 $ au niveau national. 
Le statut d’emploi de ceux de plus de 15 ans était pour 774 personnes (soit 59.0%)  avec un emploi à temps plein, pour 207 personnes(soit 15.8%) un emploi à temps partiel et 33 personnes (soit 2.5%) étaient sans emploi.

## Éducation
- L’école de Kaharoa School est une école primaire, publique, mixte, allant des années 1 à 8 [4]  avec un effectif de 117 élèves en mars 2021[5] La première école fut ouverte en 1907[6].